# Jürg Hanselmann

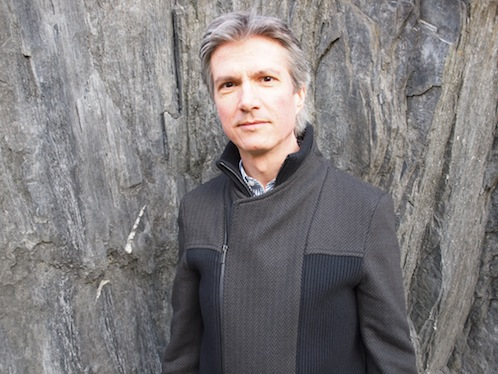
Jürg Hanselmann, 2013

Jürg Hanselmann (* 23. September 1960 in Grabs, Kanton St. Gallen) ist ein schweizerisch-liechtensteinischer Pianist, Komponist und Pädagoge. Er unterrichtete an der Kantonsschule Sargans in den Fächern Klavier und Komposition.

## Leben
Jürg Hanselmann wuchs in Schaan, Liechtenstein auf und erhielt den ersten Klavierunterricht bei Regina Enzenhofer an der Musikschule in Vaduz. Bereits aus seiner frühen Jugend datieren erste Kompositionen. Mit 17 Jahren war er Schüler von Albert Schneeberger und Kristina Steinegger am Berner Konservatorium, der heutigen Hochschule der Künste Bern. Dort erwarb er das Solistendiplom „mit Auszeichnung“. Seine weitere Ausbildung führte ihn nach London zum ungarischen Pianisten Louis Kentner und nach Frankfurt am Main zur russischen Pianistin Irina Lein-Edelstein. Ab 1983 absolvierte er in Bern eine dreijährige Ausbildung in Komposition und Analyse bei Sándor Veress, der Schüler von Zoltán Kodály war und Klavier bei Béla Bartók studiert hatte. Er besuchte zudem Meisterkurse bei Mieczysław Horszowski und beim Beaux Arts Trio.

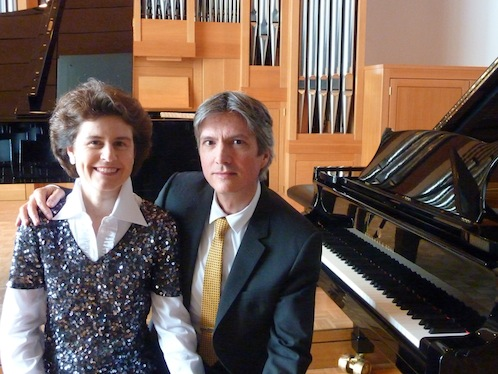
Sandra & Jürg Hanselmann, 2013

Seine pianistische Konzerttätigkeit führte Hanselmann in die Schweiz, nach Österreich, Deutschland, Frankreich, Luxemburg, Holland, Italien und mehrfach in die USA. In seiner Konzerttätigkeit fanden Duo-Auftritte mit seiner Ehefrau Sandra Hanselmann statt. Das Duo Hanselmann befasst sich mit Literatur für Klavierduo. CD-Aufnahmen mit Klavierduowerken von Johannes Brahms und Josef Gabriel Rheinberger sind beim Label Prezioso erschienen. Weitere Werke für zwei Klaviere wurden im Carus-Verlag und im Berner Verlag Müller & Schade veröffentlicht.
Hanselmann pflegt als Liedbegleiter die Zusammenarbeit mit dem österreichischen Tenor Karl Jerolitsch, mit dem er eine Einspielung seines Hesse-Liederkreises bei Müller & Schade herausgebracht hat. Kammermusikalisch konzertierte Hanselmann  im Trio mit Claudio Veress und David Inniger. Dabei wurden unter anderem mehrfach Werke von Sándor Veress zur Aufführung gebracht.
Zudem verbindet ihn im Segantini Trio mit der Cellistin Katharina Weissenbacher und dem Klarinettisten Franco Mettler die Liebe zur Musik und zur Malerei. Zur Gründung des Trios im Jahre 2017 komponierte Hanselmann sein zweites Klarinettentrio „Triptychon“. Sein kompositorisches Schaffen wird ebenfalls vom Berner Verlag Müller & Schade herausgegeben. Im Jahre 2012 wurde Hanselmann am Kompositionswettbewerb der Deutschen Oper Berlin im Rahmen der Kammermusikreihe „Klang der Welt“ für sein Werk „Ricercare“ für Bläserquintett mit dem 1. Preis ausgezeichnet.
Unter den CD-Einspielungen Jürg Hanselmanns und des Duo Hanselmann befinden sich eine Gesamteinspielung des Klavierwerks von Josef Rheinberger auf 11 CDs (Carus Verlag), zudem 2 CDs mit Klavierwerken von Nikolai Karlowitsch Medtner (1993 und 1998), 1 CD mit Werken für 2 Klaviere von Johannes Brahms. Eine Sammlung von Klavierstücken zum Thema „Die Eisenbahn in der Klaviermusik“ enthält neben eigenen Werken unter anderem Rossinis Un petit train de plaisir und Honeggers Klavierbearbeitung seines Orchesterstücks Pacific 231, eine Ersteinspielung in dieser Klavierfassung.
Seit März 2015 ist Hanselmann Präsident der Internationalen Josef Gabriel Rheinberger Gesellschaft IRG mit Sitz in Vaduz.

## Auszeichnungen/Preise
- 1980: Eduard-Tschumi-Preis, Bern

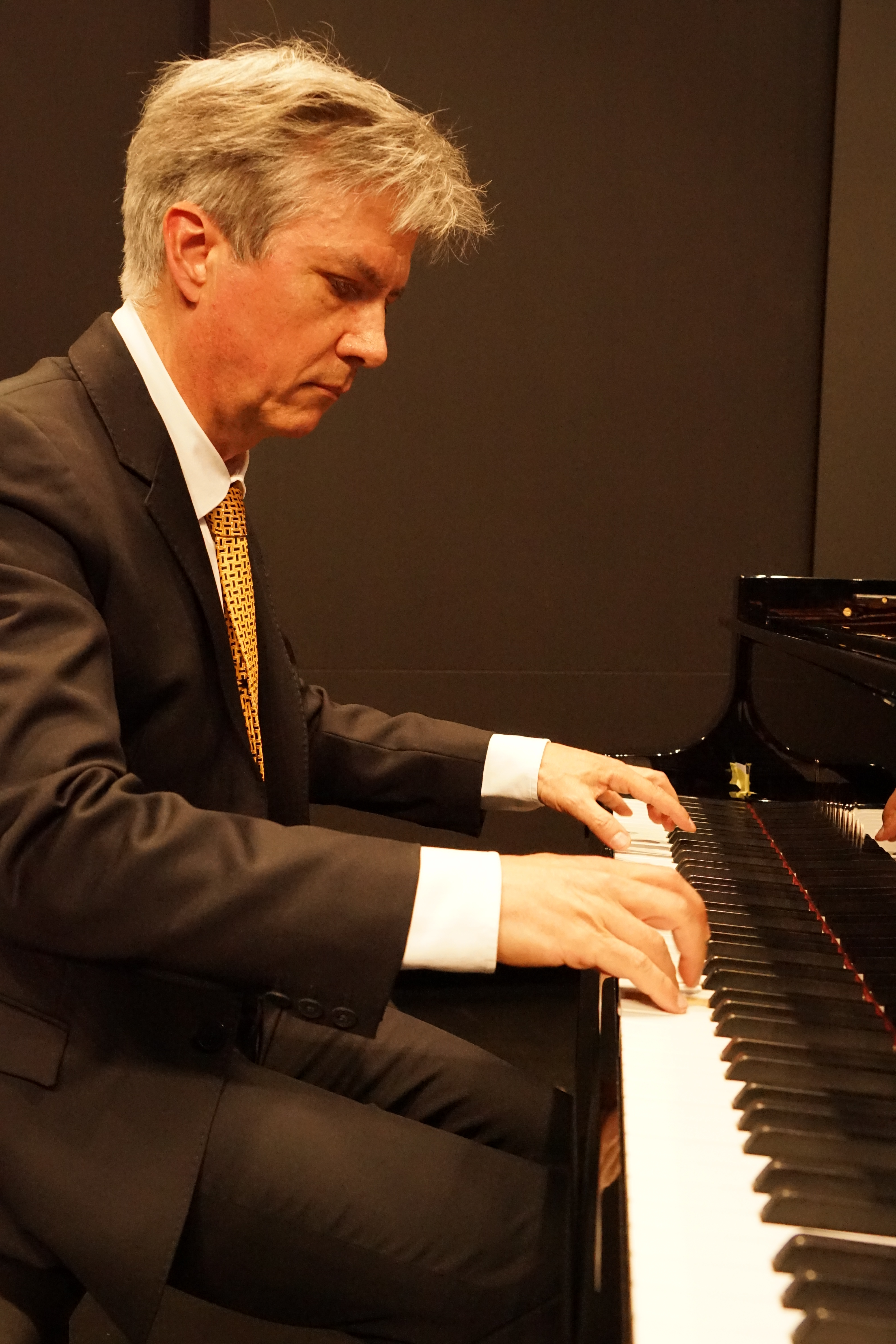
Jürg Hanselmann, 2021

- 1980: Preis der Jubiläumsstiftung der Schweizerischen Volksbank, Bern
- 1983: Migros-Wettbewerb, Zürich
- 1985: Preisträger des Orpheus Competition, Zürich
- 1987: Rotary-Preis, Liechtenstein
- 1991:  Kulturpreis der Internationalen Bodenseekonferenz, München
- 2005:  Josef Gabriel von Rheinberger-Preis, Vaduz
- 2012: 1. Preis beim Kompositionswettbewerb „Klang der Welt“ der Deutschen Oper Berlin
- 2022: Nominierung der CD Violin „Sonatas from Liechtenstein“ (ARS Produktion) für den OPUS Klassik

## Werke

### Instrumentalmusik
Klaviermusik solo
- Lyrische Stücke, 1976/1979
- Vier Klavierstücke, 1983
- Lyrische Stücke, 2001
- Passacaglia (Hommage an Rheinberger), 2003
- Drei Eisenbahnstücke, 2004
- Railway Sonatina, 2005
- 1. Sonate, 2005/2006
- 'Nachtstück, 2006
- Toccata Amerikanische, 2006
- Windspiel, 2007
- Drei Konzertetüden, 2007
- „Abendstern“ – Vier Stücke für Klavier, 2011
- Jugendalbum, 2011
- Zwei Albumblätter für Rebecca, 2011
- Passacaglia, 2013
- 8 Epigramme in kanonischer Form, 2013
- Vier Nachtstücke für Klavier, 2014
- Ein kleiner musikalischer Unfug (Sonatina Buffa) für Klavier, 2015
- Herbstsonate für Klavier, 2015
- 6 Préludes für Klavier, 2016
- 11 Stimmungsbilder in kanonischer Form für Klavier, 2016
- 2. Sonate für Klavier, 2016
- 4 Konzertetüden für Klavier, 2016
- 4 Elegische Stücke für Klavier, 2017
- Segantini Studien für Klavier, 2018
- November, sieben Stimmungsbilder für Klavier, 2018
- Kinderszenen, 2019
- Januar, 8 Stimmungsbilder für Klavier, 2019
- Zwei Ophelia Fantasien für Klavier, 2019
- Hymnus 2007, Bearbeitung für Klavier
- März, acht Stimmungsbilder für Klavier, 2022
- April, vier Präludien und Fugen, 2022

Klaviermusik für mehrere Spieler
- Elemente, 1993/1994
- Jugendalbum für Klavier zu ein, zwei, drei & vier Händen, 1996
- Tabulatura (alte Tänze und Weisen) für 2 Klaviere und Schlagwerk, 2005
- Tabulatura (alte Tänze und Weisen), Fassung für 2 Klaviere, 2005
- Sonate für zwei Klaviere, 2008
- SALtarello, 2010, bearbeitet als Konzertfassung für zwei Klaviere
- Paradise Lost, 2010, bearbeitet als Konzertfassung für 2 Klaviere
- Tarantella, 2010, bearbeitet als Konzertfassung für 2 Klaviere
- Toccata für zwei Klaviere, 2013
- Notturno für zwei Klaviere, 2013
- Sonate für Klavier zu 4 Händen, 2015
- Riposo all’ombra für Klavier zu vier Händen, 2022

Konzertante Werke
- Dies Irae, Variationen für zwei Klaviere und Orchester, 2005
- Konzert für die linke Hand, für Klavier und Orchester, 2008
- Konzert für zwei Klaviere und Orchester, 2016

Orchesterwerke
- Sinfonietta für Orchester, 2007
- Hymnus für Orchester, 2007
- Hymnus für Streichorchester (Kurzfassung), 2007
- Hymnus für Harfe und Streicher (Kurzfassung), 2009
- Partita für Kammerorchester, 2009
- SALtarello, Konzertouvertüre für grosses Orchester 2009
- Paradise Lost für Orchester, 2010
- Tarantella für Orchester, 2010
- „Euridice“ – Notturno für Orchester, 2011
- Ikarus für Streichorchester, 2013, rev. 2018

Kammermusik
- „Lamentationes“ für Viola und Klavier, 2007–2008
- Partita für Streichquintett, 2009
- Ricercare für Bläserquintett, 2011
- „Orfeo“ – Notturno für Klavier und Bläserquintett, 2011
- Toccata für Klavier und Bläserquintett, 2014
- Trio für Klavier, Violine und Violoncello, 2014
- Trio für Klavier, Klarinette und Violoncello, 2015
- Herbstsonate für Harfe, 2015
- 3 Elegische Vocalisen für Sopran, Klarinette und Klavier, 2016
- Notturno für Violine, Violoncello und Klavier, 2016
- Sonate für Klarinette in A und Klavier, 2016
- 2. Trio für Klarinette, Violoncello und Klavier, "Triptychon", 2017
- Sonate für Violine und Klavier, 2018
- Sonate für Violoncello und Klavier, 2022
- 3. Trio für Klarinette, Violoncello und Klavier, 2025

### Vokalmusik
Lieder mit Klavierbegleitung
- Liederkreis nach Gedichten von Hermann Hesse für Gesang (Tenor) und Klavier, 2011
- Drei Lieder nach Gedichten von Sebastien Fanzun für Tenor und Klavier, 2012
- „Matutinal“, Liederzyklus nach Gedichten von Sebastien Fanzun für Tenor und Klavier, 2013
- An Mauern hin, Liederkreis nach Gedichten von Georg Trakl, 2016
- Blauer Schmetterling, Liederkreis nach Gedichten von Hermann Hesse, 2021

Chor a cappella
- 2 Geistliche Gesänge für gemischten Chor, 2010
- Der stille Hain, sieben Stücke für gemischten Chor nach Gedichten von Hermann Hesse, 2021
- L’ora mesta, Vocalise für gemischten Chor 2018/rev. 2024

Kantate
- In Sand geschrieben, Kantate für Soli, Chor und Orchester nach Gedichten von Hermann Hesse, 2011

### Bearbeitungen
- Musik der Renaissance, 2008 (23 Tänze und Weisen aus Orgeltabulaturbüchern, eingerichtet für den Unterricht für Klavier zu 4 Händen)
- Josef Gabriel Rheinberger: Singspiel Der arme Heinrich, op. 37 (Instrumentation)
- Josef Gabriel Rheinberger: Concert für Pianoforte Es-dur JWV 128 (Instrumentation)